# Goght' (ort)
Goght' är en ort i Armenien. Den ligger i provinsen Kotajk, i den centrala delen av landet, 23 kilometer öster om huvudstaden Jerevan. Goght' ligger 1 574 meter över havet och antalet invånare är 1 877.
Terrängen runt Goght' är bergig. Närmaste större samhälle är Abovjan, 19,7 kilometer nordväst om Goght'. 
Trakten runt Goght' består i huvudsak av gräsmarker. Runt Goght' är det ganska tätbefolkat, med 155 invånare per kvadratkilometer.